# Samanta Togni
Samanta Togni (Terni, 21 aprile 1981) è una ballerina e conduttrice televisiva italiana.

## Biografia

### Carriera
Figlia d'arte, i genitori, Sandro Togni e Loredana Camilli, sono due ballerini. A soli tredici anni conquista la finale al Blackpool Dance Festival, il concorso di danza più antico del mondo. È finalista nel Campionato Italiano Classe Internazionale e ottiene il primo posto all'Emassey Ball di Los Angeles, al National e all'Imperial Championship a Londra, al Roma Open e all'Estoril in Portogallo. Ha all'attivo anche un quinto e un sesto posto rispettivamente per l'Austrian Open e per il Bratislava International Open. È finalista al Rising Star UK. Non ancora maggiorenne, si trasferisce negli Stati Uniti dove, insieme al ballerino ucraino Maksim Chmercovskiy, forma quella che diventa la seconda coppia degli USA. È stata anche campionessa al Miami Open Under 21.
Nel 2005 torna in Italia e partecipa alla prima edizione di Ballando con le stelle, classificandosi al 5º posto in coppia con il conduttore televisivo Fabrizio Frizzi. Partecipa a dodici edizioni del programma. Nel 2006 e nel 2007 fa parte del cast de La febbre del sabato sera, musical diretto da Massimo Romeo Piparo, dove interpreta il ruolo di Maria Huerta.
Nel 2012 partecipa allo spin-off Ballando con te dove, insieme a Luca Tarquinio, si classifica al secondo posto. Nel 2016 vince l'undicesima edizione di Ballando con le stelle in coppia con l'attore Iago García. Il 26 e 27 agosto dello stesso anno fa il suo debutto come conduttrice televisiva presentando, assieme a Flavio Montrucchio, le fasi finali della cinquantanovesima edizione del Festival di Castrocaro. Il 28 ottobre 2016 esce il video ufficiale di Rinascendo, nuovo singolo del cantante Valerio Scanu, che vede protagonista la ballerina insieme al cantante in un passo a due.
Nella stagione televisiva 2020-21 lascia Ballando con le stelle e conduce I fatti vostri su Rai 2 in coppia con Giancarlo Magalli. Nella stessa stagione conduce il suo primo programma in solitaria, Domani è domenica, sulla stessa rete.

## Vita privata
È stata sposata con Mirko Trappetti, figlio di un imprenditore avicolo di Terni, dal quale ha avuto un figlio nel 2001 e da cui si è separata nel 2010. Nello stesso anno ha una breve relazione con l'ex calciatore Stefano Bettarini, con cui ha fatto coppia nella quinta edizione di Ballando con le stelle, e nel 2011 con lo scrittore e produttore Nicola Paparusso. È stata anche legata all'ex calciatore Christian Panucci. È legata sentimentalmente al chirurgo Mario Russo, col quale è convolata a nozze il 15 febbraio 2020. Nel maggio 2025 annuncia la separazione dal marito.

## Televisione
- Ballando con le stelle (Rai 1, 2005-2019) Insegnante
- Gran Galà del Made in Italy (Rai 1, 2011)
- Ballando con te (Rai 1, 2012) Insegnante
- Effetto Estate (Rai 1, 2015) Inviata
- Unomattina Estate (Rai 1, 2016) Inviata
- Festival di Castrocaro (Rai 1, 2016)
- Ballando on the road (Rai 1, 2017) Inviata
- Buongiorno Benessere (Rai 1, 2017-2019) Inviata
- Premio Città di Monopoli (Canale 7, 2018)
- Miss Italia (Rai 1, 2019) Giurata
- I fatti vostri (Rai 2, 2020-2021)
- Domani è domenica (Rai 2, 2021)
- Leggerissima Estate (Rai 2, 2021)
- Prodigi - La musica è vita (Rai 1, 2021) Giurata
- Per me (Rai 2,  2022-2023)
- Amarsi un po' - Istruzioni per l'uso (LA7, dal 2024)
- Sconfort Zone (Prime Video, 2025)
- Pechino Express (Sky Uno, 2025)  Concorrente

## Teatro
- La febbre del sabato sera, tratto dall'omonimo film, regia di Massimo Romeo Piparo (2006-2007)
- Ricette d'amore, tratto dall’omonimo romanzo di Cinzia Berni, regia di Diego Ruìz (2019)

## Pubblicità
- Fonte essenziale (2020-2021)